# Handball-Europameisterschaft der Frauen 2026
Die 17. Handball-Europameisterschaft der Frauen (Eigenbezeichnung Women's EHF EURO 2026) soll vom 3. bis 20. Dezember 2026 in Polen, Rumänien, Tschechien, der Slowakei und der Türkei ausgetragen werden. Der Veranstalter ist die Europäische Handballföderation (EHF).

## Ausrichter
Ursprünglich sollte die Europameisterschaft in Russland ausgetragen werden. Für die Ausrichtung des Turniers bewarben sich bis August 2021 bei der Europäischen Handballföderation die nationalen Handballverbände Dänemarks, Norwegens und Schwedens als Co-Ausrichter sowie der russische Handballverband; die gemeinsame Bewerbung der drei skandinavischen Verbände wurde alternativ auch für die Europameisterschaft der Frauen 2028 eingereicht, wofür sie dann auch den Zuschlag erhielten. Der russische Verband wollte die Spiele in Moskau (VTB-Arena, Irina Winer-Usmanowa-Sportpalast) und Sankt Petersburg (Sibur Arena, Jubileiny-Sportkomplex) ausrichten. Auf dem 14. außerordentlichen Kongress der EHF wurde die Austragung am 20. November 2021 an den Verband aus Russland vergeben. Nach dem russischen Überfall auf die Ukraine 2022 schloss die Europäische Handballföderation am 28. Februar 2022 alle russischen Teams von ihren Wettbewerben aus, davon betroffen war sowohl die russische Nationalmannschaft als auch der Verband selbst.
Im Juli 2023 entschied das Exekutivkomitee der EHF, einen neuen Gastgeber zu suchen. Bis August 2023 hatten die Verbände Spaniens, Rumäniens und der Türkei sowie, in einer gemeinsamen Bewerbung, die Verbände Tschechiens und Polens ihre Bereitschaft zur Ausrichtung erklärt. Bis zum 25. Oktober 2023 mussten die Verbände der EHF ihre vollständige Bewerbung abgeben, am 27. Januar 2024 sollte der Ausrichter bekanntgegeben werden. Letztlich gaben der türkische Verband und, jeweils gemeinsam, die Verbände Tschechiens und Polens sowie Rumäniens und der Slowakei Bewerbungen zur Ausrichtung ab.
Am 8. März 2024 gab die EHF bekannt, dass die fünf Bewerber gemeinsam das Turnier austragen werden. Es ist das erste Mal, dass eine Europameisterschaft in fünf Ländern ausgetragen wird.

## Austragungsorte
In der Vorrunde wird in Oradea und Cluj-Napoca in Rumänien, im türkischen Antalya, im polnischen Katowice, im tschechischen Brünn und in der slowakischen Hauptstadt Bratislava gespielt. Die Hauptrunde findet in Cluj-Napoca und Katowice statt. Das Finalwochenende wird in Katowice ausgetragen.
| Antalya |

| Bratislava |

| Brünn |

| Cluj-Napoca |

| Katowice |

| Oradea |

| Antalya |

| Bratislava |

| Brünn |

| Cluj-Napoca |

| Katowice |

| Oradea |

## Teilnehmer
24 Mannschaften nehmen an dem Turnier teil.
Die Verbände der fünf Gastgeber sind automatisch qualifiziert: Polen, Rumänien, Tschechien, Slowakei und Türkei.
Qualifiziert ist auch der im Dezember 2024 ermittelte Europameister.
Die restlichen 18 Teilnehmer werden in Qualifikationsspielen ermittelt.